# Unione Sportiva Civitavecchiese 1940-1941
Questa voce raccoglie le informazioni riguardanti l'Unione Sportiva Civitavecchiese nelle competizioni ufficiali della stagione 1940-1941.

## Rosa
| N. |                   | Ruolo | Calciatore       |
| -- | ----------------- | ----- | ---------------- |
|    | Italia (bandiera) | C     | Vittorio Altieri |
|    | Italia (bandiera) | D     | Dario Baldoni    |
|    | Italia (bandiera) | C     | Alberto Biferari |
|    | Italia (bandiera) | C     | Manlio Biferari  |
|    | Italia (bandiera) | P     | Carlo Bottoni    |
|    | Italia (bandiera) | P     | Vincenzo Cuocci  |
|    | Italia (bandiera) | D     | Angelo De Socio  |
|    | Italia (bandiera) | A     | Ermanno Forti    |

| N. |                   | Ruolo | Calciatore          |
| -- | ----------------- | ----- | ------------------- |
|    | Italia (bandiera) | D     | Mario Giansanti     |
|    | Italia (bandiera) | D     | Brenno Paoli        |
|    | Italia (bandiera) | A     | Empedocle Presta    |
|    | Italia (bandiera) | C     | Cesare Rocchi       |
|    | Italia (bandiera) | C     | Nazareno Stefanelli |
|    | Italia (bandiera) | D     | Mario Stenti        |
|    | Italia (bandiera) | C     | Rodolfo Stilli      |
|    | Italia (bandiera) | C     | Ettore Tamburini    |